# Unión Regional Deportiva 2022
La Unión Regional Deportiva 2022, denominada oficialmente «Héroes de Malvinas», fue la 15.ª temporada de la unión de ligas que organiza la Liga Tandilense de Fútbol, que cuenta con equipos afiliados a ésta, junto con aquellos nucleados por la Liga Ayacuchense de fútbol, la Liga Rauchense de fútbol y la Liga Juarense de fútbol, que comenzó a desarrollarse el 13 de marzo de 2022, iniciando en el primer semestre de un año calendario tras casi tres años por los inconvenientes de la pandemia de COVID-19. Su sitio oficial es unionregionaldeportiva.com
La Primera «A» contó con la novedad del recientemente ascendido Defensores del Cerro, mientras que la «B» lo hace con Grupo Universirtario, que perdió la categoría en 2021 —tras estar en la «A» desde 1990—. La Liga Tandilense de Fútbol comunicó que el torneo contará con dos certmánes: Apertura y Clausura, y definirá al campeón de la Unión Regional Deportiva con una final en noviembre, si es que el ganador de cada parte no se repite. Además, habrá dos descensos directos —en 2021 hubo solo uno— y se mantiene una plaza para la repesca entre divisionales.
Previo al comienzo de los partidos de Primera se disputa una nueva categoría: la reserva, que vuelve tras muchos años de ausencia en el fútbol regional. El inicio estaba pactado originalmente para el 6 de marzo, pero por retrasos con la implementación del sistema COMET, la fecha se postergó una semana.
El Apertura, que finalizó el 29 de mayo, arrojó dos campeones de Ayacucho: en la «A» Atlético se coronó en la última fecha venciendo 1:0 a Ferrocarril Sud —equipo que partía con igualdad de puntos, pero ventaja de goles a favor— y se aseguró un lugar en la final de temporada y en el Federal Amateur. Por otro lado, en la «B» fue Defensores el que se aseguró el certamen tres fechas antes, logrando un lugar en la «A» en 2023.
El Clausura, etapa final de la temporada, comenzó el domingo 31 de julio y finalizó el 16 de octubre. La fase se disputó con las localías invertidas respecto al Apertura. Velense se consagró campeón del certamen, imponiéndose 2:0 en Benito Juárez. relegando a Juarense a la promoción. Defensores del Cerro y Botafogo perdieron la categoría.
El último partido de la URD 2022 se disputó en 3 de noviembre: Velense recibió a Atlético Ayacucho, en la final de vuelta de la Primera «A». Fue un partido histórico para los de María Ignacia, ya que inauguró el sistema lumínico. Velense alcanzó el resultado de ida, 3:1, y forzó la definición por penales, que ganó Atlético 4:3. 
Finalizado el calendario comenzará una copa oficial de la URD, la «Copa Juan Carlos Triszcz» —en honor a un histórico dirigente de la Liga fallecido—, que está planificada por zonas geográficas, con posteriores encuentros play-off y con premio económico para el campeón.

## Equipos participantes
La URD logró mantener las plazas de la temporada anterior, no registrándose variaciones. El lunes 21 de febrero se llevó a cabo el sorteo del fixture de ambas categorías. Se estableció que para el Clausura se jugará en el mismo orden, invirtiendo las localías.
| #  | Ciudad             | Equipos |
| -- | ------------------ | --- |
| 11 | Tandil             | Defensores del Cerro (A), Deportivo Tandil (B), Excursionistas (B), Ferrocarril Sud (A), Gimnasia y Esgrima (A), Grupo Universitario (B), Independiente (A), San José (B), Santamarina (A), UNICEN (A), Unión y Progreso (B) |
| 4  | Ayacucho           | Ateneo Estrada (B), Atlético Ayacucho (A), Defensores (B), Sarmiento (A) |
| 3  | Rauch              | Botafogo (A), Deportivo Rauch (B), San Lorenzo (B) |
| 2  | Benito Juárez      | Argentino (B), Juarense (A) |
| 1  | Villa Cacique      | Loma Negra (A) |
| 1  | María Ignacia Vela | Velense (A) |

### Árbitros
El arbitraje de la Unión Regional Deportiva 2022 se organiza de acuerdo a la ciudad en la que sea el encuentro. En Tandil, Vela, Benito Juárez y Villa Cacique, se encargan de los partidos los colegiados de la Asociación Tandilense de Árbitros, designados por el Colegio de Árbitros de la LTF. En tanto, en las ciudades de Ayacucho y Rauch, es la Liga quien designa. Sólo para las finales es que se implementa la presencia de un cuarto árbitro en cancha.

| - Diego Albo - Marcos Altamiranda - Rodrigo Álvarez - Joaquín Castillo | - Víctor González - Emanuel Mazzoni - Marcos Molina - Diego Navarro | - Lautaro Paletta - Matías Picot - Fernando Zabalza |

## Formato de disputa

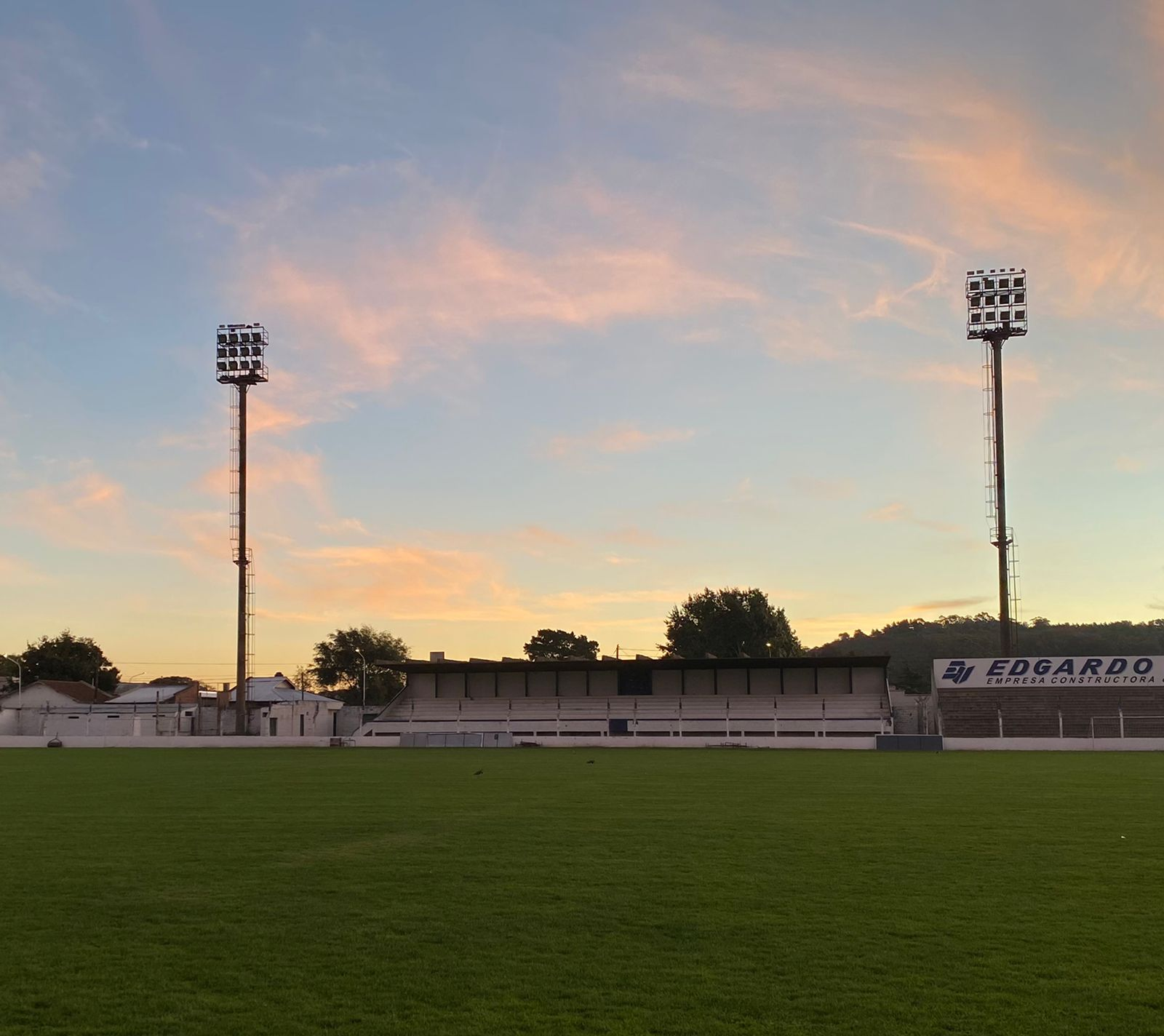
El Gral. San Martín, escenario principal de la competición. Regularmente alberga las finales de la temporada.

La Unión Regional Deportiva 2022 se jugará en dos torneos: Apertura, que en principio iría de marzo a junio, y Clausura, que está pactado de julio a noviembre. En caso de haber dos campeones diferentes, habrá final a fin de año.
A diferencia de la temporada anterior, habrá dos descensos directos y una promoción por año. Por su parte, los ascensos se darán de la Categoría B a la categoría A y serán de la siguiente manera: los ganadores del Apertura y Clausura serán los equipos ascendidos. La promoción la jugará el equipo que más puntos haya logrado en la sumatoria de ambos torneos, sacando a los ganadores del Apertura y Clausura. En caso de que el ganador del Apertura y Clausura sea el mismo equipo, el equipo que más puntos obtenga en la sumatoria anual será el segundo ascendido y el tercero con más puntos irá a la Promoción por el tercer ascenso.
Al mismo tiempo, los descensos directos serán para la Categoría A para los dos equipos que menos puntos sumen a lo largo de las 22 fechas (Apertura y Clausura). El tercer equipo que menos puntos sume, jugará una promoción ante el mejor tercer equipo de la Categoría B.

## Participaciones en torneos federales de la AFA
La Federación de Futbol Bonaerense Pampeana planificó que el torneo clasificatorio que otorga dos plazas para el Regional Federal Amateur 2022 comience el 27 de abril de 2022. De la URD se inscribieron dos equipos: Velense —que ya disputó la edición anterior— y Gimnasia y Esgrima, que vuelve a un torneo regional después de 5 años.
Velense comenzó el camino visitando a Jorge Newbery de Maipú. En el partido de ida fue victoria para los de María Ignacia por 2:1, con tantos de Ruíz Sánchez y Weimann. En la vuelta, en el San Martín, consiguió la clasificación a la segunda fase tras golear 6:1 (a pesar del abultado 8:2 en el global no logró saltear directamente a la tercera fase).
En segunda fase los de María Ignacia comenzaron también de visitante. Fue empate 2:2 en Coronel Vidal, y victoria 5:1 en Tandi frente a Belgrano, asegurándose el pasaje a cuartos tras un abultado 7:3 en el global.
Gimnasia y Esgrima, por otro lado, inició el recorrido recibiendo en el estadio municipal a Unión también proveniente de la Liga de Maipú. El Lobo venció 2:0 de local y luego repitió victoria de visitante, por 1:0, sellando la clasificación con un global de 3:0.
Gimnasia fue sorteado para enfrentar a Sportivo San Cayetano en segunda fase. Tras empatar 0:0 en Tandil y en la ciudad costera, el Lobo ganó 4:3 por penales y también aseguró la continuidad en el certamen.
En cuartos de final uno quedó en el camino y otro se convirtió por primera vez en representante tandilense en las semifinales. Gimnasia y Esgrima y Velense se enfrentaron a partidos de ida y vuelta en el estadio San Martín: el primer encuentro fue el 1 de junio, mientras que la vuelta fue el 8, con el Lobo haciendo las veces de local.
El partido de ida terminó en empate 1:1. Para Velense Mauro Ruíz Sánchez, de penal —el árbitro tandilense Rodrigo Álvarez sancionó la pena máxima tras una mano en el área—, abrió el marcador a los 39'. A los 48', Lautaro González del Mens sana, puso cifras definitivas.
La vuelta se disputó el miércoles 8 de junio. El San Martín se vio envuelto en una intensa niebla que obligó al árbitro Marcos Altamiranda a suspender momentáneamente el partido a los 32'. Luego de más de media hora, volvieron los protagonistas para disputar los 13' restantes antes del entretiempo, finalizando la primera mitad con tablas en el marcador. La llave tuvo su momento más emotivo a los 70': Rebollo, marcador de punta de Velense, la clavó contra un palo desde afuera para desatar la euforia de los de María Ignacia, en medio de una niebla muy fuerte que no daba tregua. Luego, el Lobo se acercó pero no pudo quebrar la defensa y la clasificación a semifinales quedó en manos de Velense por 2:1 en el global.
En semifinales Velense recibió un duro golpe en el partido de ida: perdió 3:0 frente a Argentinos de 25 de Mayo, resultado que ya estaba sellado en el primer tiempo. La vuelta comenzó con esperanza para los de María Ignacia: vencían 2:0 en los primeros minutos de juego, con tantos de Ruíz Sánchez. Sin embargo, nunca llegó el tercer tanto que igualaría la serie, y en su peor momento en el partido, Argentinos logró descontar y así hacerse de la clasficiación a la final.
| # | Equipos            | Certamen                         | Organizador | Resultado        |
| - | ------------------ | -------------------------------- | ----------- | ---------------- |
| 1 | Santamarina        | Primera Nacional 2022            | AFA         | 37.º — Descendió |
| 2 | Velense            | Torneo FFBP 2022                 | FFBP        | Semifinalista    |
| 2 | Gimnasia y Esgrima | Torneo FFBP 2022                 | FFBP        | Cuartofinalista  |
| 1 | Atlético Ayacucho  | Regional Federal Amateur 2022-23 | CFFA—AFA    | En disputa       |

### Clasificatorio organizado por la FFBP: zona Sur
| Gimnasia y Esgrima                                                   | 2:0 | Social y Deportivo Unión | Gral. San Martín | 27 de abril | 21:00 |  |
| Social y Deportivo Unión                                             | 0:1 | Gimnasia y Esgrima       |                  | 4 de mayo   | 20:00 |  |
| Resultado global: Gimnasia y Esgrima clasificó por un global de 3:0. |     |                          |                  |             |       |  |
| Jorge Newbery                                                        | 1:2 | Velense                  | Beto Camino      | 27 de abril | 21:00 |  |
| Velense                                                              | 6:1 | Jorge Newbery            | Gral. San Martín | 4 de mayo   | 20:00 |  |
| Resultado global:Velense clasificó por un global de 8:2.             |     |                          |                  |             |       |  |

| Gimnasia y Esgrima                                                                                       | 0:0       | Sportivo San Cayetano   | Gral. San Martín | 11 de mayo | 21:00 | Jerónimo Gallo |
| Sportivo San Cayetano                                                                                    | 0:0 (3:4) | Gimnasia y Esgrima      | Felipe Serafini  | 19 de mayo | 20:30 |                |
| Resultado global: Gimnasia y Esgrima clasificó por ganar 4:3 por penales, tras igualar en el global 0:0. |           |                         |                  |            |       |                |
| Belgrano (Mar Chiquita)                                                                                  | 2:2       | Velense                 | Único            | 11 de mayo | 15:00 | Gonzalo López  |
| Velense                                                                                                  | 5:1       | Belgrano (Mar Chiquita) | Gral. San Martín | 19 de mayo | 20:30 | Nicolás Moreno |
| Resultado global: Velense clasificó por un global de 7:3.                                                |           |                         |                  |            |       |                |

| Velense                                                   | 1:1 | Gimnasia y Esgrima | Gral. San Martín | 1 de junio | 20:00 | Rodrigo Álvarez    |
| Gimnasia y Esgrima                                        | 0:1 | Velense            | Gral. San Martín | 5 de junio | 20:00 | Marcos Altamiranda |
| Resultado global: Velense clasificó por un global de 2:1. |     |                    |                  |            |       |                    |

| Argentinos                                                   | 3:0 | Velense    | Estadio Decano   | 15 de junio | 20:00 | Diego Carinci |
| Velense                                                      | 2:1 | Argentinos | Gral. San Martín | 20 de junio | 13:00 | Marcelo Sanz  |
| Resultado global: Argentinos clasificó por un global de 4:2. |     |            |                  |             |       |               |

## Apertura

### Primera «A»
| #    | Equipo               | Pts. | PJ | PG | PE | PP | GF | GC | Dif. |
| ---- | -------------------- | ---- | -- | -- | -- | -- | -- | -- | ---- |
| 1.º  | Atlético Ayacucho    | 22   | 11 | 7  | 1  | 3  | 12 | 7  | 5    |
| 2.º  | Sarmiento            | 20   | 11 | 6  | 2  | 3  | 13 | 9  | 4    |
| 3.º  | Ferrocarril Sud      | 19   | 11 | 5  | 4  | 2  | 24 | 16 | 8    |
| 4.º  | Velense              | 18   | 11 | 5  | 3  | 3  | 18 | 12 | 6    |
| 5.º  | Santamarina          | 17   | 11 | 5  | 2  | 4  | 17 | 16 | 1    |
| 6.º  | UNICEN               | 17   | 11 | 5  | 2  | 4  | 17 | 16 | 1    |
| 7.º  | Gimnasia y Esgrima   | 16   | 11 | 4  | 4  | 3  | 16 | 15 | 1    |
| 8.º  | Independiente        | 16   | 11 | 4  | 4  | 3  | 13 | 12 | 1    |
| 9.º  | Loma Negra           | 13   | 11 | 4  | 1  | 6  | 19 | 19 | 0    |
| 10.º | Defensores del Cerro | 10   | 11 | 2  | 4  | 5  | 11 | 18 | -7   |
| 11.º | Juarense             | 7    | 11 | 1  | 4  | 6  | 9  | 18 | -9   |
| 12.º | Botafogo             | 7    | 11 | 2  | 1  | 8  | 8  | 19 | -11  |

Notas y referencias
|  | Campeón del torneo Apertura, clasificado a la final del año y al Federal Regional Amateur 2022. |

#### Evolución de posiciones
| Equipo / Fecha       | 2  | 1 | 3 | 4  | 5  | 6  | 7  | 8  | 9  | 10 | 11 |
| -------------------- | -- | - | - | -- | -- | -- | -- | -- | -- | -- | -- |
| Atlético Ayacucho    | —  |   |   | 4  | 4  | 2  | 2  | 6  | 4  | 2  | 1  |
| Botafogo             | 10 |   |   | 8  | 11 | 11 | 12 | 12 | 12 | 11 | 12 |
| Defensores del Cerro | 2  |   |   | 11 | 9  | 10 | 10 | 11 | 11 | 12 | 10 |
| Ferrocarril Sud      | 4  |   |   | 5  | 7  | 5  | 3  | 2  | 2  | 1  | 3  |
| Gimnasia y Esgrima   | 5  |   |   | 6  | 6  | 8  | 8  | 5  | 3  | 5  | 7  |
| Independiente        | 3  |   |   | 2  | 2  | 4  | 5  | 7  | 7  | 7  | 8  |
| Juarense             | 6  |   |   | 12 | 12 | 12 | 11 | 9  | 9  | 10 | 11 |
| Loma Negra           | 1  |   |   | 7  | 10 | 9  | 9  | 10 | 10 | 9  | 9  |
| Sarmiento            | —  |   |   | 3  | 3  | 1  | 1  | 1  | 1  | 3  | 2  |
| Santamarina          | 11 |   |   | 1  | 1  | 3  | 6  | 8  | 8  | 8  | 5  |
| UNICEN               | 12 |   |   | 10 | 8  | 7  | 7  | 4  | 6  | 4  | 6  |
| Velense              | 7  |   |   | 9  | 5  | 6  | 4  | 3  | 5  | 6  | 4  |

#### Resultados
| Santamarina        | 0:1 | Independiente        | Predio Centenario   | 13 de marzo | 16:00 | Rodrigo Álvarez    |
| Ferrocarril Sud    | 1:1 | Velense              | La Movediza         | 13 de marzo | 16:00 | Fernando Zabalza   |
| Loma Negra         | 3:0 | UNICEN               | Filadelfio Mondello | 13 de marzo | 16:00 | Lautaro Paletta    |
| Botafogo           | 1:2 | Defensores del Cerro | Botafogo            | 13 de marzo | 16:00 | Ezequiel Quintana  |
| Gimnasia y Esgrima | 0:0 | Juarense             | Predio Jorge Ibáñez | 13 de marzo | 16:00 | Víctor González    |
| Sarmiento          | 2:1 | Atlético Ayacucho    | José A. Barbieri    | 27 de abril | 20:00 | Marcos Altamiranda |

| Sarmiento         | 3:0 | Defensores del Cerro | José A. Barbieri    | 19 de marzo | 17:00 |                    |
| Loma Negra        | 1:3 | Santamarina          | Filadelfio Mondello | 20 de marzo | 16:00 | Emanuel Mazzoni    |
| UNICEN            | 2:1 | Velense              | Predio Centenario   | 20 de marzo | 16:30 | Víctor González    |
| Independiente     | 0:1 | Botafogo             | Agustín F. Berroeta | 20 de marzo | 16:30 | Lautaro Paletta    |
| Juarense          | 1:2 | Ferrocarril Sud      | Gastón Lafón        | 20 de marzo | 16:00 | Marcos Altamiranda |
| Atlético Ayacucho | 2:0 | Gimnasia y Esgrima   | Atlético Ayacucho   | 20 de marzo | 16:00 | Ignacio Liuzzi     |

| Velense              | 1:3 | Gimnasia y Esgrima | Miguel A. Ochoa     | 27 de marzo | 16:30 | Lautaro Paletta      |
| Juarense             | 0:1 | Sarmiento          | Gastón Lafón        | 27 de marzo | 16:00 | Rodrigo Álvarez      |
| Atlético Ayacucho    | 1:0 | Botafogo           | Atlético Ayacucho   | 27 de marzo | 16:00 | Daniel Figueroa      |
| Independiente        | 3:2 | Loma Negra         | Agustín F. Berroeta | 27 de marzo | 16:00 | Marcos Altamiranda   |
| UNICEN               | 2:2 | Ferrocarril Sud    | Predio Centenario   | 27 de marzo | 16:00 | Matías Picot Domenez |
| Defensores del Cerro | 0:2 | Santamarina        | Gral. San Martín    | 30 de marzo | 21:00 | Fernando Zabalza     |

| Loma Negra         | 1:1 | Defensores del Cerro | Filadelfio Mondello | 3 de abril | 16:00 | Víctor González    |
| Santamarina        | 2:1 | Atlético Ayacucho    | Predio Centenario   | 3 de abril | 16:00 | Marcos Altamiranda |
| Botafogo           | 1:1 | Juarense             | Botafogo            | 3 de abril | 16:00 | Javier Caballero   |
| Sarmiento          | 0:1 | Velense              | José A. Barbieri    | 3 de abril | 16:00 | Daniel Figueroa    |
| Gimnasia y Esgrima | 3:3 | Ferrocarril Sud      | Predio Jorge Ibáñez | 3 de abril | 16:00 | Rodrigo Álvarez    |
| Independiente      | 2:1 | UNICEN               | Agustín F. Berroeta | 3 de abril | 16:00 | Diego Navarro      |

| Atlético Ayacucho    | 1:0 | Loma Negra         | Atlético Ayacucho | 9 de abril  | 18:00 | Gonzalo López    |
| Velense              | 3:1 | Botafogo           | Miguel A. Ochoa   | 10 de abril | 16:00 | Fernando Zabalza |
| Juarense             | 2:2 | Santamarina        | Gastón Lafón      | 10 de abril | 16:00 | Joaquín Castillo |
| Ferrocarril Sud      | 1:3 | Sarmiento          | Dámaso Latasa     | 10 de abril | 16:00 | Lautaro Paletta  |
| UNICEN               | 2:2 | Gimnasia y Esgrima | Predio Centenario | 10 de abril | 16:00 | Víctor González  |
| Defensores del Cerro | 1:1 | Independiente      | Gral. San Martín  | 12 de abril | 21:00 | Rodrigo Álvarez  |

| Independiente        | 1:2 | Atlético Ayacucho  | Agustín F. Berroeta | 24 de abril | 16:00 | Fernando Zabalza |
| Loma Negra           | 2:1 | Juarense           | Filadelfio Mondello | 24 de abril | 16:00 | Diego Navarro    |
| Santamarina          | 2:2 | Velense            | Predio Centenario   | 24 de abril | 16:00 | Víctor González  |
| Botafogo             | 0:3 | Ferrocarril Sud    | Botafogo            | 24 de abril | 16:00 | Martín Althabe   |
| Sarmiento            | 0:0 | Gimnasia y Esgrima | José A. Barbieri    | 24 de abril | 16:00 | Gonzalo López    |
| Defensores del Cerro | 1:2 | UNICEN             | Gral. San Martín    | 24 de abril | 20:00 | Lautaro Paletta  |

| Ferrocarril Sud    | 3:0 | Santamarina          | Dámaso Latasa       | 1 de mayo | 16:00 | Fernando Zabalza   |
| Gimnasia y Esgrima | 1:0 | Botafogo             | Predio Jorge Ibáñez | 1 de mayo | 16:00 | Emanuel Mazzoni    |
| Velense            | 3:0 | Loma Negra           | Miguel A. Ochoa     | 1 de mayo | 16:00 | Marcos Altamiranda |
| Juarense           | 1:1 | Velense              | Gastón Lafón        | 1 de mayo | 16:00 | Marcos Molina      |
| UNICEN             | 3:0 | Sarmiento            | Predio Centenario   | 1 de mayo | 16:00 | Rodrigo Álvarez    |
| Atlético Ayacucho  | 0:0 | Defensores del Cerro | Atlético Ayacucho   | 1 de mayo | 16:00 | Jonathan Peralta   |

| Independiente        | 1:2 | Velense            | Agustín F. Berroeta | 8 de mayo  | 15:30 | Lautaro Paletta    |
| Santamarina          | 2:3 | Gimnasia y Esgrima | Predio Centenario   | 8 de mayo  | 15:30 | Víctor González    |
| Loma Negra           | 3:4 | Ferrocarril Sud    | Filadelfio Mondello | 8 de mayo  | 15:30 | Marcos Molina      |
| Botafogo             | 0:2 | Sarmiento          | Botafogo            | 8 de mayo  | 15:30 | Ezequiel Quintana  |
| Atlético Ayacucho    | 0:1 | UNICEN             | Atlético Ayacucho   | 8 de mayo  | 15:30 | Daniel Figueroa    |
| Defensores del Cerro | 1:2 | Juarense           | Gral. San Martín    | 10 de mayo | 20:30 | Marcos Altamiranda |

| Velense            | 1:1 | Defensores del Cerro | Miguel A. Ochoa     | 15 de mayo | 15:30 | Víctor González    |
| Juarense           | 0:2 | Atlético Ayacucho    | Gastón Lafón        | 15 de mayo | 15:30 | Emanuel Mazzoni    |
| Gimnasia y Esgrima | 1:0 | Loma Negra           | Predio Jorge Ibáñez | 15 de mayo | 15:30 | Lautaro Paletta    |
| Sarmiento          | 1:0 | Santamarina          | Atlético Ayacucho   | 15 de mayo | 15:30 | Daniel Figueroa    |
| Ferrocarril Sud    | 1:1 | Independiente        | Dámaso Latasa       | 15 de mayo | 15:30 | Rodrigo Álvarez    |
| UNICEN             | 0:2 | Botafogo             | Predio Centenario   | 15 de mayo | 15:30 | Marcos Altamiranda |

| Independiente        | 2:1 | Gimnasia y Esgrima | Agustín F. Berroeta | 22 de mayo | 13:30 | Fernando Zabalza |
| Defensores del Cerro | 1:4 | Ferrocarril Sud    | Gral. San Martín    | 22 de mayo | 13:30 | Lautaro Paletta  |
| Santamarina          | 2:1 | Botafogo           | Predio Centenario   | 22 de mayo | 14:00 | Rodrigo Álvarez  |
| Atlético Ayacucho    | 1:0 | Velense            | Atlético Ayacucho   | 22 de mayo | 15:30 | Gonzalo López    |
| Juarense             | 1:3 | UNICEN             | Gastón Lafón        | 22 de mayo | 15:30 | Diego Navarro    |
| Loma Negra           | 3:1 | Sarmiento          | Filadelfio Mondello | 22 de mayo | 15:30 | Víctor González  |

| Ferrocarril Sud    | 0:1 | Atlético Ayacucho    | Dámaso Latasa       | 29 de mayo | 15:30 | Marcos Altamiranda |
| Sarmiento          | 0:0 | Independiente        | José A. Barbieri    | 29 de mayo | 15:30 | Gonzalo López      |
| Velense            | 3:0 | Juarense             | Miguel A. Ochoa     | 29 de mayo | 15:30 | Matías Picot       |
| UNICEN             | 1:2 | Santamarina          | Predio Centenario   | 29 de mayo | 15:30 | Marcos Molina      |
| Gimnasia y Esgrima | 1:3 | Defensores del Cerro | Predio Jorge Ibáñez | 29 de mayo | 15:30 | Diego Navarro      |
| Botafogo           | 1:4 | Loma Negra           | Botafogo            | 29 de mayo | 15:30 | Paulo Caballero    |

### Primera «B»
| #    | Equipo                 | Pts. | PJ | PG | PE | PP | GF | GC | Dif. |
| ---- | ---------------------- | ---- | -- | -- | -- | -- | -- | -- | ---- |
| 1.º  | Defensores de Ayacucho | 23   | 9  | 7  | 2  | 0  | 18 | 5  | 13   |
| 2.º  | Deportivo Rauch        | 19   | 9  | 5  | 4  | 0  | 22 | 11 | 11   |
| 3.º  | Grupo Universitario    | 15   | 9  | 4  | 3  | 2  | 13 | 6  | 7    |
| 4.º  | Deportivo Tandil       | 15   | 9  | 4  | 3  | 2  | 11 | 5  | 6    |
| 5.º  | San Lorenzo            | 10   | 9  | 2  | 4  | 3  | 10 | 13 | -3   |
| 6.º  | Argentino              | 9    | 9  | 2  | 3  | 4  | 10 | 12 | -2   |
| 7.º  | Excursionistas         | 9    | 9  | 2  | 3  | 4  | 8  | 15 | -7   |
| 8.º  | Ateneo Estrada         | 8    | 9  | 2  | 2  | 5  | 8  | 18 | -10  |
| 9.º  | Unión y Progreso       | 7    | 9  | 2  | 1  | 6  | 5  | 13 | -8   |
| 10.º | San José               | 6    | 9  | 1  | 3  | 5  | 5  | 12 | -7   |

Notas y referencias
|  | Campeón del torneo Apertura, obtuvo una plaza para Primera A en la URD 2023. |

#### Evolución de posiciones
| Equipo / Fecha         | 2  | 1  | 3  | 4  | 5  | 6  | 7  | 8  | 9  | 10 | 11 |
| ---------------------- | -- | -- | -- | -- | -- | -- | -- | -- | -- | -- | -- |
| Argentino              | 1  |    |    | 5  | 7  | 6  | 6  | 8  | 6  | 6  | 6  |
| Ateneo Estrada         | —  |    |    | 8  | 9  | 10 | 10 | 6  | 8  | 8  | 8  |
| Defensores de Ayacucho | —  | 1  | 1  | 1  | 1  | 1  | 1  | 1  | 1  | 1  | 1  |
| Deportivo Rauch        | 3  |    |    | 3  | 3  | 3  | 2  | 3  | 2  | 2  | 2  |
| Deportivo Tandil       | —  |    |    | 2  | 2  | 2  | 3  | 2  | 3  | 3  | 4  |
| Excursionistas         | 10 | 10 | 10 | 10 | 10 | 9  | 9  | 5  | 7  | 7  | 7  |
| Grupo Universitario    | 2  |    |    | 6  | 5  | 5  | 5  | 7  | 4  | 4  | 3  |
| San José               | 9  |    |    | 7  | 8  | 8  | 7  | 9  | 9  | 9  | 10 |
| San Lorenzo            | —  |    |    | 4  | 4  | 4  | 4  | 4  | 5  | 5  | 5  |
| Unión y Progreso       | 4  |    |    | 9  | 6  | 7  | 8  | 10 | 10 | 10 | 9  |

#### Resultados
| Argentino                                     | 4:1 | Excursionistas      | 12 de Noviembre    | 13 de marzo | 16:00 | Diego Navarro  |
| San José                                      | 0:2 | Grupo Universitario | Excursionistas     | 13 de marzo | 16:00 | Diego Albo     |
| Deportivo Rauch                               | 2:2 | Unión y Progreso    | Municipal de Rauch | 13 de marzo | 16:00 | Martín Althabe |
| Defensores de Ayacucho                        | 5:1 | Ateneo Estrada      | José A. Barbieri   | 17 de marzo | 21:00 | Gonzalo López  |
| Equipos libre: Deportivo Tandil y San Lorenzo |     |                     |                    |             |       |                |

| Ateneo Estrada                                 | 0:2 | San José               | José A. Barbieri | 20 de marzo | 16:00 |                      |
| Excursionistas                                 | 1:2 | Defensores de Ayacucho | Excursionistas   | 20 de marzo | 16:00 | Joaquín Castillo     |
| Deportivo Rauch                                | 0:0 | Deportivo Tandil       | La Fortaleza     | 20 de marzo | 16:30 |                      |
| Union y Progreso                               | 1:2 | San Lorenzo            | La Florida       | 20 de marzo | 16:00 | Matías Picot Doménez |
| Equipos libre: Argentino y Grupo Universitario |     |                        |                  |             |       |                      |

| San Lorenzo                                       | 1:1 | San José               | La Fortaleza     | 27 de marzo | 16:00 | Pablo Caballero  |
| Grupo Universitario                               | 1:2 | Defensores de Ayacucho | La Movediza      | 27 de marzo | 16:00 | Diego Navarro    |
| Ateneo Estrada                                    | 2:1 | Argentino              | José A. Barbieri | 27 de marzo | 16:00 | Jonathan Peralta |
| Excursionistas                                    | 1:3 | Deportivo Tandil       | Excursionistas   | 27 de marzo | 16:00 | Camila Romero    |
| Equipos libre: Unión y Progreso y Deportivo Rauch |     |                        |                  |             |       |                  |

| Deportivo Rauch                            | 3:0 | Excursionistas      | Nuevo Municipal de Rauch | 3 de abril | 16:00 | Ezequiel Quintana |
| Deportivo Tandil                           | 4:0 | Ateneo Estrada      | La Florida               | 3 de abril | 16:00 | Fernando Zabalza  |
| Argentino                                  | 0:0 | Grupo Universitario | 12 de Noviembre          | 3 de abril | 16:00 | Emanuel Mazzoni   |
| Defensores de Ayacucho                     | 0:0 | San Lorenzo         | Defensores de Ayacucho   | 3 de abril | 16:00 | Jonathan Peralta  |
| Equipos libre: San José y Unión y Progreso |     |                     |                          |            |       |                   |

| Grupo Universitario                                    | 1:1 | Deportivo Tandil | La Movediza      | 12 de abril | 16:00 | Matías Picot  |
| San Lorenzo                                            | 3:0 | Argentino        | San Lorenzo      | 12 de abril | 16:00 |               |
| Ateneo Estrada                                         | 2:3 | Deportivo Rauch  | José A. Barbieri | 12 de abril | 16:00 |               |
| Unión y Progreso                                       | 1:0 | San José         | La Florida       | 12 de abril | 16:00 | Camila Romero |
| Equipos libre: Defensores de Ayacucho y Excursionistas |     |                  |                  |             |       |               |

| Deportivo Rauch                           | 2:2 | Grupo Universitario | Nuevo Municipal de Rauch | 24 de abril | 16:00 | Paulo Caballero |
| Deportivo Tandil                          | 1:0 | San Lorenzo         | La Florida               | 24 de abril | 16:00 | Marcos Molina   |
| Defensores de Ayacucho                    | 3:0 | San José            | Defensores de Ayacucho   | 24 de abril | 16:00 |                 |
| Excursionistas                            | 1:0 | Unión y Progreso    | Excursionistas           | 24 de abril | 16:00 | Diego Albo      |
| Equipos libre: Argentino y Ateneo Estrada |     |                     |                          |             |       |                 |

| San José                                              | 0:0 | Argentino              | Excursionistas   | 1 de mayo | 16:00 | Matías Picot     |
| Unión y Progreso                                      | 0:2 | Defensores de Ayacucho | La Florida       | 1 de mayo | 16:00 | Joaquín Castillo |
| San Lorenzo                                           | 2:5 | Deportivo Rauch        | San Lorenzo      | 1 de mayo | 16:00 | Daniel Quintana  |
| Ateneo Estrada                                        | 1:1 | Excursionistas         | José A. Barbieri | 1 de mayo | 16:00 | Juan Giardini    |
| Equipos libre: Deportivo Tandil y Grupo Universitario |     |                        |                  |           |       |                  |

| Argentino                                    | 1:2 | Defensores de Ayacucho | 12 de Noviembre  | 8 de mayo | 15:30 | Fernando Zabalza |
| Ateneo Estrada                               | 1:0 | Unión y Progreso       | José A. Barbieri | 8 de mayo | 15:30 |                  |
| Excursionistas                               | 1:0 | Grupo Universitario    | Excursionistas   | 8 de mayo | 15:30 | Diego Albo       |
| Deportivo Tandil                             | 1:0 | San José               | La Florida       | 8 de mayo | 15:30 | Diego Navarro    |
| Equipos libre: San Lorenzo y Deportivo Rauch |     |                        |                  |           |       |                  |

| Defensores de Ayacucho | 1:0 | Deportivo Tandil | Defensores de Ayacucho | 15 de mayo | 15:30 | Martín Althabe   |
| Unión y Progreso       | 0:2 | Argentino        | La Florida             | 15 de mayo | 15:30 | Diego Navarro    |
| Grupo Universitario    | 1:0 | Ateneo Estrada   | La Movediza            | 15 de mayo | 15:30 | Joaquín Castillo |
| San Lorenzo            | 1:1 | Excursionistas   | San Lorenzo            | 15 de mayo | 15:30 | Gonzalo López    |
| San José               | 1:3 | Deportivo Rauch  | Excursionistas         | 15 de mayo | 15:30 | Pablo Tevez      |

| Ateneo Estrada                           | 1:1 | San Lorenzo            | José A. Barbieri         | 22 de mayo | 13:00 | Daniel Figueroa   |
| Deportivo Rauch                          | 1:1 | Defensores de Ayacucho | Nuevo Municipal de Rauch | 22 de mayo | 13:00 | Luciano Caballero |
| Grupo Universitario                      | 3:0 | Unión y Progreso       | La Movediza              | 22 de mayo | 13:30 | Marcos Molina     |
| Deportivo Tandil                         | 1:1 | Argentino              | La Florida               | 22 de mayo | 13:30 | Diego Albo        |
| Equipos libre: San José y Excursionistas |     |                        |                          |            |       |                   |

| Argentino                                  | 1:3 | Deportivo Rauch     | 12 de Noviembre | 29 de mayo | 15:30 | Fernando Zabalza  |
| Excursionistas                             | 1:1 | San José            | Excursionistas  | 29 de mayo | 15:30 | Mauro Echarren    |
| Unión y Progreso                           | 1:0 | Deportivo Tandil    | La Florida      | 29 de mayo | 15:30 | Lautaro Paletta   |
| San Lorenzo                                | 0:3 | Grupo Universitario | San Lorenzo     | 29 de mayo | 15:30 | Ezequiel Quintana |
| Equipos libre: Ateneo Estrada y Defensores |     |                     |                 |            |       |                   |

## Clausura

### Primera «A»
| #    | Equipo               | Pts. | PJ | PG | PE | PP | GF | GC | Dif. |
| ---- | -------------------- | ---- | -- | -- | -- | -- | -- | -- | ---- |
| 1.º  | Velense              | 24   | 11 | 7  | 3  | 1  | 17 | 5  | 12   |
| 2.º  | Independiente        | 22   | 11 | 7  | 1  | 3  | 21 | 9  | 12   |
| 3.º  | Gimnasia y Esgrima   | 22   | 11 | 6  | 4  | 1  | 13 | 5  | 8    |
| 4.º  | Juarense             | 16   | 11 | 4  | 4  | 3  | 16 | 13 | 3    |
| 5.º  | Atlético Ayacucho    | 15   | 11 | 4  | 3  | 4  | 13 | 13 | 0    |
| 6.º  | Loma Negra           | 14   | 11 | 4  | 2  | 5  | 13 | 14 | -1   |
| 7.º  | UNICEN               | 14   | 11 | 3  | 5  | 3  | 9  | 11 | -2   |
| 8.º  | Defensores del Cerro | 13   | 11 | 4  | 1  | 6  | 15 | 19 | -4   |
| 9.º  | Santamarina          | 11   | 11 | 2  | 5  | 4  | 11 | 12 | -1   |
| 10.º | Ferrocarril Sud      | 9    | 11 | 2  | 3  | 6  | 17 | 23 | -6   |
| 11.º | Sarmiento            | 9    | 11 | 1  | 6  | 4  | 8  | 17 | -9   |
| 12.º | Botafogo             | 8    | 11 | 1  | 5  | 5  | 9  | 21 | -12  |

Notas y referencias
|  | Campeón del torneo Clausura, clasificado a la final del año. |

#### Evolución de posiciones
| Equipo / Fecha       | 1  | 2  | 3  | 4  | 5  | 6  | 7  | 8  | 9  | 10 | 11 |
| -------------------- | -- | -- | -- | -- | -- | -- | -- | -- | -- | -- | -- |
| Atlético Ayacucho    | 2  | 1  | 2  | 1  | 3  | 3  | 4  | 6  | 6  | 7  | 5  |
| Botafogo             | 8  | 6  | 5  | 9  | 9  | 12 | 12 | 12 | 12 | 12 | 12 |
| Defensores del Cerro | 12 | 12 | 12 | 11 | 11 | 8  | 7  | 5  | 5  | 8  | 8  |
| Ferrocarril Sud      | 9  | 10 | 11 | 12 | 12 | 9  | 11 | 11 | 11 | 11 | 10 |
| Gimnasia y Esgrima   | 10 | 8  | 6  | 4  | 4  | 4  | 5  | 4  | 4  | 2  | 3  |
| Independiente        | 3  | 2  | 1  | 2  | 1  | 2  | 1  | 1  | 1  | 3  | 2  |
| Juarense             | 4  | 4  | 4  | 3  | 2  | 1  | 2  | 3  | 3  | 4  | 4  |
| Loma Negra           | 5  | 3  | 3  | 5  | 5  | 6  | 6  | 8  | 8  | 5  | 6  |
| Sarmiento            | 1  | 7  | 7  | 6  | 7  | 7  | 10 | 10 | 10 | 10 | 11 |
| Santamarina          | 11 | 11 | 9  | 10 | 10 | 11 | 9  | 9  | 9  | 9  | 9  |
| UNICEN               | 6  | 9  | 10 | 7  | 8  | 10 | 8  | 7  | 7  | 6  | 7  |
| Velense              | 7  | 5  | 8  | 8  | 6  | 5  | 3  | 2  | 2  | 1  | 1  |

### Primera «B»
| #    | Equipo                 | Pts. | PJ | PG | PE | PP | GF | GC | Dif. |
| ---- | ---------------------- | ---- | -- | -- | -- | -- | -- | -- | ---- |
| 1.º  | Deportivo Rauch        | 21   | 9  | 7  | 0  | 2  | 15 | 9  | 6    |
| 2.º  | Grupo Universitario    | 20   | 9  | 6  | 2  | 1  | 17 | 8  | 9    |
| 3.º  | Deportivo Tandil       | 16   | 9  | 5  | 1  | 3  | 18 | 10 | 8    |
| 4.º  | Excursionistas         | 16   | 9  | 5  | 1  | 3  | 12 | 10 | 2    |
| 5.º  | Argentino              | 14   | 9  | 4  | 2  | 3  | 18 | 12 | 6    |
| 6.º  | Defensores de Ayacucho | 13   | 9  | 4  | 1  | 4  | 16 | 10 | 6    |
| 7.º  | San José               | 13   | 9  | 4  | 1  | 4  | 8  | 11 | -3   |
| 8.º  | Ateneo Estrada         | 8    | 9  | 2  | 2  | 5  | 13 | 18 | -5   |
| 9.º  | Unión y Progreso       | 4    | 9  | 1  | 1  | 7  | 6  | 19 | -13  |
| 10.º | San Lorenzo            | 4    | 9  | 1  | 1  | 7  | 5  | 21 | -16  |

Notas y referencias
|  | Campeón del torneo Clausura, obtuvo una plaza para Primera A en la URD 2023. |

#### Evolución de posiciones
| Equipo / Fecha         | 1  | 2  | 3  | 4  | 5  | 6  | 7  | 8  | 9  | 10 | 11 |
| ---------------------- | -- | -- | -- | -- | -- | -- | -- | -- | -- | -- | -- |
| Argentino              | —  | 4  | 4  | 4  | 3  | 4  | 3  | 4  | 2  | 3  | 5  |
| Ateneo Estrada         | 3  | 2  | 3  | 5  | 6  | 8  | 8  | 8  | 8  | 8  | 8  |
| Defensores de Ayacucho | 1  | 5  | 6  | 3  | 5  | 6  | 5  | 2  | 4  | 4  | 6  |
| Deportivo Rauch        | 2  | 1  | 2  | 1  | 1  | 2  | 2  | 3  | 1  | 1  | 1  |
| Deportivo Tandil       | 9  | 8  | 10 | 7  | 7  | 5  | 7  | 7  | 7  | 5  | 3  |
| Excursionistas         | 10 | 10 | 7  | 8  | 8  | 7  | 6  | 6  | 5  | 6  | 4  |
| Grupo Universitario    | —  | 9  | 5  | 6  | 4  | 3  | 4  | 5  | 3  | 2  | 2  |
| San José               | 4  | 3  | 1  | 2  | 2  | 1  | 1  | 1  | 6  | 7  | 7  |
| San Lorenzo            | 5  | 6  | 8  | 10 | 10 | 10 | 10 | 10 | 10 | 10 | 10 |
| Unión y Progreso       | 6  | 7  | 9  | 9  | 9  | 9  | 9  | 9  | 9  | 9  | 9  |

## Ascensos, descensos y promoción de cara a 2023
A efectos de determinar los descensos de la «A» a la «B» para la temporada 2023, se toma la tabla acumulada de ambos torneos —Apertura y Clausura—, totalizando 22 partidos jugados. Los dos últimos descienden directamente, mientras que el 10.º peor ubicado quedará relegado a jugar la promoción contra el 3.º mejor ubicado de la tabla anual de la «B».
El 15 de mayo de 2022, tras finalizar la novena jornada, Defensores de Ayacucho logró el primer ascenso directo al consagrarse campeón del Apertura en la Primera B. Venció 1:0 al principal perseguidor, Deportivo Tandil, y así aseguró un lugar en la Primera A en 2023.
El 2 de octubre, Botafogo recibió a Gimnasia y Esgrima para completar un partido postergado. Fue victoria 2:0 para los tandilenses, decretando así el descenso del equipo rauchense, primero de la temporada.
El 16 de octubre se jugó la última fecha y se resolvieron los ascensos y descensos directos: Defensores del Cerro perdió la categoría y volverá a la «B» en 2023. En tanto, Deportivo Rauch ganó el torneo, y obtuvo la segunda plaza a la «A». La promoción se disputará entre Juarense y Grupo Universitario, teniendo el primero ventaja deportiva en caso de empate.
| #     | Equipo                 | Pts. | PJ | PG | PE | PP | GF | GC | Dif. |
| ----- | ---------------------- | ---- | -- | -- | -- | -- | -- | -- | ---- |
| A2    | Deportivo Rauch        | 40   | 18 | 12 | 4  | 2  | 37 | 20 | 17   |
| A1    | Defensores de Ayacucho | 36   | 18 | 11 | 3  | 4  | 34 | 15 | 19   |
| Prom. | Grupo Universitario    | 35   | 18 | 10 | 5  | 3  | 30 | 14 | 16   |
| 4.º   | Deportivo Tandil       | 31   | 18 | 9  | 4  | 5  | 29 | 15 | 14   |
| 5.º   | Excursionistas         | 25   | 18 | 7  | 4  | 7  | 20 | 25 | -5   |
| 6.º   | Argentino              | 23   | 18 | 6  | 5  | 7  | 28 | 24 | 4    |
| 7.º   | San José               | 19   | 18 | 5  | 4  | 9  | 13 | 23 | -10  |
| 8.º   | Ateneo Estrada         | 16   | 18 | 4  | 4  | 10 | 21 | 35 | -14  |
| 9.º   | San Lorenzo            | 14   | 18 | 3  | 5  | 10 | 15 | 34 | -19  |
| 10.º  | Unión y Progreso       | 11   | 18 | 3  | 2  | 13 | 11 | 32 | -21  |

| #     | Equipo               | Pts. | PJ | PG | PE | PP | GF | GC | Dif. |
| ----- | -------------------- | ---- | -- | -- | -- | -- | -- | -- | ---- |
| 1.º   | Velense              | 42   | 22 | 12 | 6  | 4  | 35 | 17 | 18   |
| 2.º   | Independiente        | 38   | 22 | 11 | 5  | 6  | 34 | 21 | 13   |
| 3.º   | Gimnasia y Esgrima   | 38   | 22 | 10 | 8  | 4  | 29 | 20 | 9    |
| 4.º   | Atlético Ayacucho    | 37   | 22 | 11 | 4  | 7  | 25 | 20 | 5    |
| 5.º   | UNICEN               | 31   | 22 | 8  | 7  | 7  | 26 | 27 | -1   |
| 6.º   | Sarmiento            | 29   | 22 | 7  | 8  | 7  | 21 | 26 | -5   |
| 7.º   | Ferrocarril Sud      | 28   | 22 | 7  | 7  | 8  | 41 | 39 | 2    |
| 8.º   | Santamarina          | 28   | 22 | 7  | 7  | 8  | 28 | 28 | 0    |
| 9.º   | Loma Negra           | 27   | 22 | 8  | 3  | 11 | 32 | 33 | -1   |
| Prom. | Juarense             | 23   | 22 | 5  | 8  | 9  | 25 | 31 | -6   |
| D2    | Defensores del Cerro | 23   | 22 | 6  | 5  | 11 | 26 | 37 | -11  |
| D1    | Botafogo             | 15   | 22 | 3  | 6  | 13 | 17 | 40 | -23  |

### Promoción
Grupo Universitario, obligado a ganar, abrió el partido a los 73' con un cabezazo de Rodrigo Méndez. Tras unos minutos de euforia para los universitarios, llegó el empate de Juarense, también de cabeza, de Nicolás Del Giorgio. Minutos después, sobre el cierre del cotejo a los 87', el recién ingresado Germán González —en su último partido en la institución— encontró el balón en tres cuartos de cancha, ingresó al área y picó la pelota sobre el arquero, para sentenciar el 2:1, y lograr la permanencia en la Primera «A» en 2023.
| Promoción 26 de octubre de 2022, 15:00                           | Juarense                                        | 2:1 (0:0) | Grupo Universitario         | Gral. San Martín, Tandil       |                                |
|                                                                  | - Nicolás Del Giorgio 81' - Germán González 87' | Reporte   | - Rodrigo Méndez Santos 73' | Árbitro(s): Marcos Altamiranda | Árbitro(s): Marcos Altamiranda |
| Juarense logró mantener su posición en la Primera «A» para 2023. |                                                 |           |                             |                                |                                |

## Final anual
Las finales anuales de ambas categorías se disputarán a serie de ida y vuelta, disputándose el partido de vuelta en el estadio del equipo que mejor ubicado están en la tabla anual acumulada. El primer partido de la «A» se programó para el jueves 20, en Ayacucho. La revancha, se jugará en Vela o en Tandil, en el San Martín, el jueves 27.
En Primera «A» Atlético recibió a Velense en el José A. Barbieri, y se quedó con la primera final por 3:1. Con tres tantos en el primer tiempo —Pereyra, Montalivet y Cantero, primero y tercero de penal—, el Albirojo sorprendió y sacó una buena ventaja. Para los de María Ignacia la llave revivió al final: Di Cataldo descontó a los 90+5', achicando diferencias para la final de vuelta.

### Primera «A»
| Final de ida 20 de octubre de 2022, 20:30 | Atlético Ayacucho                                                                  | 3:1 (3:0) | Velense                    | José A. Barbieri, Ayacucho   |                              |
|                                           | - Marcelo Pereyra 21' (pen.) - Mariano Montalivet 29' - Gabriel Cantero 40' (pen.) | Reporte   | - Facundo Di Cataldo 90+5' | Árbitro(s): Fernando Zabalza | Árbitro(s): Fernando Zabalza |

| Final de vuelta 3 de noviembre de 2022, 20:30 | Velense | 3:1 (2:0) (3:4 p.)(Global 4:4) | Atlético Ayacucho                                                                 | Miguel A. Ochoa, María Ignacia   |                                  |
|                                               | - Rodrigo Quintas 33' - Bernando Altamiranda 45+0' - Mauro Ruíz Sánchez 55' - Agustín Zaina 55' (desde banco de suplentes) - Juan Luis Moreno 67' (entrenador) - Jorge Weimann 80' |                                | - Nicolás Martiarena Dick 31' (desde banco de suplentes) - Juan Pablo Ledesma 81' | Árbitro(s): Víctor Hugo González | Árbitro(s): Víctor Hugo González |

| Equipo campeón de la Unión Regional Deportiva 2022 |
| -------------------------------------------------- |
| Atlético Ayacucho                                  |

| Atlético Ayacucho 3.° título |

### Primera «B»
| Final de ida 21 de octubre de 2022, 20:00 | Defensores de Ayacucho | 0:0 | Deportivo Rauch | José A. Barbieri, Ayacucho |  |
|                                           |                        |     |                 | Árbitro(s): Gonzalo López  |  |

| Final de vuelta 30 de octubre de 2022, 16:00 | Deportivo Rauch | 0:2 (Global 0:2) | Defensores de Ayacucho | Nuevo Municipal, Rauch       |  |
|                                              |                 |                  |                        | Árbitro(s): Javier Caballero |  |

## Goleadores
Gonzalo Franco, delantero de Loma Negra, finalizó como único goleador del Apertura de Primera «A», con 10 tantos. Franco comenzó el certamen con un hat-trick ante UNICEN (3:0). La Liga informó, en base al sistema COMET, que Franco disputó 8 partidos de los 11 de su equipo; en cuatro de ellos fue sustituido por lo que totalizó 685 minutos, lo que marca un promedio de 1,25 goles por partido —un gol cada 68'30'' jugados—.
Mauro Ruíz Sánchez finalizó la temporada como goleador general, con 17 tantos en 22 partidos disputados, una media 0,77 goles por encuentro.
| Jugador                    | Club                 | AP22 | CL22 | Total |
| -------------------------- | -------------------- | ---- | ---- | ----- |
| Mauro Ruíz Sánchez         | Velense              | 9    | 8    | 17    |
| Gonzalo Franco             | Loma Negra           | 10   | —    | 10    |
| Lucas Porta                | Ferrocarril Sud      | 6    | 3    | 9     |
| Luciano Silva              | Juarense             | 5    | 4    | 9     |
| Sebastián Gorozo           | Defensores del Cerro | 3    | 5    | 8     |
| Pehuén Valenzuela Zambruno | Santamarina          | 7    | 1    | 8     |
| Brian Lajos                | UNICEN               | 5    | 2    | 7     |
| Juan José Longhini         | Gimnasia y Esgrima   | 3    | 4    | 7     |
| Maximiliano Villar         | Independiente        | 3    | 4    | 7     |
| Jonathan Ugarte            | Gimnasia y Esgrima   | 4    | 2    | 6     |

| Jugador                | Club                | AP22 | CL22 | Total |
| ---------------------- | ------------------- | ---- | ---- | ----- |
| Emanuel Pedernera      | Deportivo Rauch     | 6    | 6    | 12    |
| Santiago Arguello      | Argentino           | 1    | 7    | 8     |
| Santiago Taborda       | Defensores          | 3    | 5    | 8     |
| Enzo Lamarche          | Deportivo Rauch     | 4    | 4    | 8     |
| Felipe Arguello        | Argentino           | 1    | 4    | 5     |
| Agustín Rattiguen      | Deportivo Rauch     | 2    | 3    | 5     |
| Lautaro Echeverría     | Grupo Universitario | 2    | 3    | 5     |
| Manuel González Oliver | Grupo Universitario | 2    | 3    | 5     |
| Alex González          | Defensores          | 2    | 2    | 4     |
| Simón Lavín            | Deportivo Tandil    | 4    | —    | 4     |